# Iván Nesztor
Iván Nesztor (* 28. Oktober 1946 in Szombathely) ist ein ungarischer Schlagzeuger, bevorzugt im Bereich Jazz, Flötist und Sammler von Volksmusik.

## Leben
Nesztor begann als Autodidakt zunächst Gitarre und dann Schlagzeug zu lernen. Später bekam er Unterricht am Béla-Bartók-Konservatorium und absolvierte eine Ausbildung an der Franz-Liszt-Musikakademie in Budapest. Zu seinen Lehrern zählten der von ihm sehr geschätzte Gyula Kovács sowie Sándor Kármán und Tibor Kovács. Während seines Jazzstudiums spielte er im Ensemble von István Regős.
Nach seiner Schulausbildung wurde er als Gitarrist Mitglied der 1964 gegründeten Gruppe Anonymus in Győr, die Popmusik von The  Shadows, The Animals, The Rolling Stones und anderen bekannten Bands nachspielte. Später arbeitete er als Theatermusiker an der Budapester Bühne Mikroszkóp Színpad, wo es auch einen kleinen Jazzklub für Auftritte gab.
Im Jahr 1974 begann er mit dem Unterrichten an der Postás-Musikschule (Ferenc-Erkel-Musikschule) in der neu gegründeten Jazzabteilung, an der auch János Gonda und Gyula Kovács tätig waren.
In den 1980er Jahren begann Nesztor zu komponieren, stilistisch eine Mischung aus Jazz und Elementen zeitgenössischer Musik und des freien Spiels. Seine Stücke führte er mit eigenen Formationen auf, zu denen der blinde Saxophonist Ferenc Németh, der Gitarrist Tamás Mohai, der Pianist Róbert Trencsényi sowie Tibor Csuhaj-Barna am Bass gehörten.
Neben seiner Tätigkeit als Musiker ist sein Wirken als Musikpädagoge zu erwähnen. So kam es 1983 zur Veröffentlichung seines vierbändigen Lehrwerks für Schlagzeug.
Seit 2002 wirkt er regelmäßig als Lehrer bei den Improvisations-Kursen, die im Rahmen des Lamantin Jazz Fesztivál in Szombathely stattfinden und seit 2008 Jahren unterrichtet er an der Musikschule Etűd.
Zu seinen Schülern zählen neben anderen Elemér Balázs, Tamás Berdisz, Gergő Borlai, Lajos Gyenge, András Mohay und Péter Szendőfi.
Weiterhin sammelt Nesztor seit mehr als dreißig Jahren Volksmusik. Auf seinen Reisen nach Siebenbürgen war er von der instrumentalen bäuerlichen Musik fasziniert. Er führt Volksmusik auch selbst auf und hat Noten mit einem dazugehörigen Album herausgegeben.

## Schriften
- Ritmusjáték és jazzdobolás 1–4. Editio Musica Budapest, Budapest 1983. (4 Bände)
- Túl a vízen. Népi furulyamuzsika. Editio Musica Budapest, Budapest 2009.

## Aufnahmen (Auswahl)
- Béla Szakcsi Lakatos: Virágom, virágom. 1998
- Karácsonyi Népénekek. mit Gyöngyi Écsi. 1998
- Geröly-Nesztor Panoráma. 2003
- Mohai, Glaser, Geröly, Zsuzsa Cseke, Nesztor: Ősz. 2006
- Regős-Nesztor duó, 2010–2011
- Regős, Gyárfás, Grencsó, Nesztor, Jeszenszky: Együttműködés, 2013